# 遠山藤九郎
遠山 藤九郎（とおやま とうくろう、大永7年（1527年） - 天文16年（1547年））は、戦国時代の武将。後北条氏の家臣。父は遠山綱景で長男。弟に隼人佐、弥九郎、政景、忠孝、景宗、妹に大道寺政繁室、法性院（北条氏康養女・太田康資室）、島津主水正室、伊丹政富室ら、子に成田長親の室になった娘がいる。

## 生涯
諱は不詳。仮名は藤九郎。妻は太田資顕の娘。
天文15年（1546年）以前に太田資顕の娘と結婚している。天文16年（1547年）に21歳の若さで死去した。
若死したため、遠山氏の嫡子には実弟の隼人佐が昇格し、藤九郎の未亡人と娘は資顕が引き取った。しかし資顕も後を追うようにすぐに死去し、資顕の実弟である資正は北条氏康から離反したため、未亡人と家族は縁戚にあたる忍城主・成田氏に引き取られた。